# Theta Persei
Désignations
Theta Persei (en abrégé θ Per) est une étoile binaire située à 37 années-lumière de la Terre, dans la constellation de Persée. L'étoile primaire est une étoile jaune-blanc de la séquence principale de type spectral F7V, un peu plus grande et brillante que le Soleil. Sa compagne est une naine rouge de type spectral M1V, orbitant à environ 250 ua de la primaire.